# Латаш Юрій Вадимович
Ю́рій Вади́мович Ла́таш (1930-2001) — фахівець у галузі спецелектрометалургії. Доктор технічних наук (1969), професор (1981). Лауреат Ленінської премії (1963).

## З життєпису
Народився 1930 року в місті Харків. 1953-го закінчив Київський політехнічний інститут. Працював в київському Інституті електрозварювання НАНУ: 1971—2001 — завідувач відділу плазмово-шлакової металургії.
Напрями наукової діяльності:
- створення потужних металургійних плазмотронів для установок ковш–піч;
- плазмоводугове оплавлення поверхні зливків зі складнолегованих сталей і сплавів на нікелевій основі;
- індукційна плавка в секційному кристалізаторі високореакційих і рідкісноземельних металів;
- отримання великих монокристалів з тугоплавких металів.

Помер 2001 року в місті Київ.
Основні праці:
- «Електрошлаковий переплав»; 1963 співавтори Медовар Борис Ізраїльович; Максимович Болеслав Іванович; Ступак Леонід Михайлович; Патон Борис Євгенович[1]
- «Електрошлаковий переплав», 1970 (співавтор Медовар Борис Ізраїльович);
- «Електрошлакова виплавка і рафінування металів», 1982 (співавтор);
- «Сучасні способи виробництва злитків особливо високої якості», 1987 (співавтор Матях Володимир Миколайович);
- «Indaction melting with an ingot formation in a sectional mould» 1999, (співавтор).

Серед патентів:
- «Спосіб формування поверхневого шару зливків та заготовок жароміцних сталей та сплавів»; 1993, співавтори Торхов Геннадій Федорович, Ліхобаба Олексій Васильович, Стеценко Микола Васильович, Тагер Лев Рафаілович, Толстопятов Костянтин Сергійович, Фролов Леонід Валеріанович
- «Спосіб електродугового нагріву та плавлення матеріалів», 1994, співавтори Донской Семен Аронович, Ждановський Анатолій Анатолійович, Замуло Микола Іванович, Кулініч Володимир Іванович, Забарило Олег Семенович, Матвієнко Валерій Олександрович, Мельник Гарій Олександрович, Рейда Микола Васильович.